# La fantastica storia
La fantastica storia è un CD + DVD del 2005 di Edoardo Bennato, che ripropone il celebre racconto del Il pifferaio di Hamelin, rivisitato e personalizzato. In questo lavoro, versione aggiornata del precedente È arrivato un bastimento del 1983, il cantautore napoletano riprende quasi tutte le canzoni di quell'album (manca solo "Specchio delle mie brame"), aggiungendo in scaletta altri vari brani dal repertorio anni '80 e '90 (salvo una fuga nelle origini con "Detto tra noi"), due inediti ("La fantastica storia" e "Sono nata in una grande città"), più il brano "Non è amore", sorta di inno alla pace inciso da Bennato nel 2003 per l'album L'uomo occidentale.
Nel disco intervengono vari artisti, che di volta in volta duettano con Bennato, o sono da lui accompagnati all'armonica. Tuttavia i brani T'amo, Assuefazione, Il gatto mangia il topo, Eccoli i prestigiatori, È arrivato un bastimento e Allora chi non vedono un suo coinvolgimento diretto in fase di registrazione e sono quindi da considerarsi vere e proprie cover.
Al CD è allegato un DVD per la regia di Massimo Tassi, che racconta la storia del Pifferaio Magico in chiave "bennatiana": sono denunciati i tumori della società contemporanea, con riferimenti più o meno velati a fatti e persone reali come a trasmissioni TV. Vengono quindi presi di mira gli imbonitori delle folle, come la folla stessa che si fa abbindolare, non riuscendo a vedere al di là del proprio naso. Il Pifferaio alla fine non potrà non andarsene da quella società corrotta e senza speranza per il futuro, portando via in salvo i bambini, rimasti puri e ancora indifferenti alla corruzione delle menti.

## Tracce
1. La fantastica storia (Festival di Sanremo 2005) (con il Piccolo Coro dell'Antoniano) 4:26
2. Sono nata in una grande città (con Irene Grandi) 4:18
3. La televisione che felicità (con Max Pezzali) 4:04
4. Ogni favola è un gioco (con Raf) 3:33
5. La città trema (con Piero Pelù) 4:05
6. Detto tra noi (con Jovanotti) 3:59
7. T'amo (con Sugarfree) 3:20
8. Addosso al gatto (con Neffa) 4:11
9. Assuefazione (con Roy Paci & Aretuska) 3:53
10. Il gatto mangia il topo (con Sud Sound System) 3:11
11. Sarà falso sarà vero (con Zeropositivo) 3:17
12. Troppo troppo (con Maria C. Chizzoni & Quartetto Flegreo) 2:59
13. Eccoli i prestigiatori (con Africa Unite) 3:57
14. Una ragazza (con Daniele Groff) 3:34
15. Non è amore (con Niccolò Fabi) 3:37
16. È arrivato un bastimento (con Negrita) 4:24
17. Allora chi (con Velvet) 3:48
18. C'era una volta (con Maurizio Capone & Bungt Bangt) 3:13
19. Lo show finisce qua (con Morgan) 3:50
20. La fantastica storia (Festival di Sanremo 2005 - 4ª serata) (con il Piccolo Coro dell'Antoniano e Davide De Marinis) 4:26